# Трусово (сельское поселение)
Трусово — административно-территориальная единица (административная территория село с подчинённой ему территорией) и муниципальное образование (сельское поселение с полным официальным наименованием муниципальное образование сельского поселения «Трусово») в составе муниципального района Усть-Цилемского в Республике Коми Российской Федерации.
Административный центр — село Трусово.

## История
Статус и границы административной территории установлены Законом Республики Коми от 6 марта 2006 года № 13-РЗ «Об административно-территориальном устройстве Республики Коми».
Статус и границы сельского поселения установлены Законом Республики Коми от 5 марта 2005 года № 11-РЗ «О территориальной организации местного самоуправления в Республике Коми».

## Население
| 2010  | 2011  | 2012  | 2013  | 2014  | 2015  | 2016  |
| ----- | ----- | ----- | ----- | ----- | ----- | ----- |
| 1483  | ↘1413 | ↗1417 | ↘1361 | ↘1330 | ↘1281 | ↘1233 |
| 2017  | 2018  | 2019  | 2020  | 2021  |       |       |
| ↘1207 | ↘1165 | ↘1126 | ↘1101 | ↘1022 |       |       |

## Состав
Состав административной территории и сельского поселения:
| № | Населённый пункт | Тип населённого пункта       | Население |
| - | ---------------- | ---------------------------- | --------- |
| 1 | Мыла             | деревня                      | 97        |
| 2 | Нонбург          | деревня                      | 89        |
| 3 | Рочево           | деревня                      | 261       |
| 4 | Трусово          | село, административный центр | 668       |
| 5 | Филиппово        | деревня                      | 368       |